# エラーノ・ラルフ・ブルメル
エラーノ・ラルフ・ブルメル（Elano Ralph Blumer、1981年6月14日 - ）は、ブラジル・サンパウロ州イラセマポリス出身の出身の元サッカー選手、サッカー指導者。元ブラジル代表。現役時代のポジションはミッドフィールダー、フォワード。本職は右サイドハーフだが、フォワード、オフェンシブハーフ、ディフェンシブハーフなど、相手の戦術によって試合ごとにポジションを変える事が出来るユーテリティーな選手である。

## 来歴

### クラブ

#### サントス
2001年にサントスFCでプロデビュー。ジエゴ、ロビーニョ、アレックスらとともにプレーした。コパ・リベルタトーレス準優勝、リーグ優勝を果たし、在籍した3年間で34ゴールを挙げた。

#### シャフタール・ドネツク
2004年にウクライナのFCシャフタール・ドネツクへと移籍。初年度はレギュラーに定着出来なかったものの、翌年から活躍を見せウクライナ・プレミアリーグでも屈指のプレイヤーとなった。ここでの活躍により2006年8月にブラジル代表に初めて招集された。

#### マンチェスター・シティ
2007年に移籍金19億6000万円の4年契約でマンチェスター・シティFCに加入した。早速リーグ開幕戦で先制点をアシストし、9月には移籍後初ゴールを決めると、その後もリーグ戦前半における好調なチームの牽引役となった。このシーズンはリーグ戦、カップ戦合わせて10得点を記録している。翌シーズンにはロビーニョとショーン・ライト＝フィリップスが加入し、新たなポジションでのサポート役を任されるようになった。しかし2009年の夏、チームの大型補強に押し出される形で退団した。

#### ガラタサライ
2009年7月、トルコのガラタサライSKに移籍金930万ユーロ、5年契約で移籍が決まった。1年目は25試合3得点を記録。

#### サントス復帰
2年目のシーズン途中、古巣サントスFCに復帰。契約は2013年まで。移籍金は290万ユーロ。

#### グレミオ
2012年7月にグレミオに移籍した。

#### フラメンゴ
2014年1月よりCRフラメンゴへ期限付き移籍。

#### チェンナイイン
2014年9月22日、チェンナイインFCと契約した。

#### サントス2度目の復帰
2015年12月には再びサントスへ復帰した。2016年12月11日のアメリカ・ミネイロ戦を最後に現役を引退した。現役引退後はサントスのコーチに就任し、暫定監督も務めている。

### 代表
2010 FIFAワールドカップのブラジル代表に選出された。グループリーグ初戦北朝鮮戦、第2戦コートジボアール戦でゴールを決めたが、2試合目のコートジボワール戦で負傷し途中交代。その後はグループリーグ3戦目、決勝トーナメントにも出場出来なかった。

## 人物・エピソード
- サッカーよりも宗教と語るほどの敬虔なキリスト教徒である。

## 代表歴

### 出場大会
- ブラジル代表
  - 2010 FIFAワールドカップ

### 試合数
- 国際Aマッチ 50試合 9得点（2004年-2011年）[2]

| ブラジル代表 | 国際Aマッチ | 国際Aマッチ |
| 年           | 出場        | 得点        |
| ------------ | ----------- | ----------- |
| 2004         | 1           | 0           |
| 2005         | 1           | 0           |
| 2006         | 5           | 2           |
| 2007         | 13          | 2           |
| 2008         | 7           | 1           |
| 2009         | 14          | 1           |
| 2010         | 4           | 3           |
| 2011         | 5           | 0           |
| 通算         | 50          | 9           |

## タイトル

### クラブ
サントスFC
- セリエA : 2002, 2004
- カンピオナート・パウリスタ : 2011, 2012, 2015, 2016
- コパ・リベルタドーレス : 2011

FCシャフタール・ドネツク
- ウクライナ・プレミアリーグ : 2004-05, 2005-06
- ウクライナ・スーパーカップ : 2005

CRフラメンゴ
- カンピオナート・カリオカ : 2014

チェンナイインFC
- インド・スーパーリーグ : 2015

### 代表
ブラジル代表
- コパ・アメリカ : 2007
- FIFAコンフェデレーションズカップ : 2009
- ルナー・ニューイヤー・カップ : 2005